# Конституційний референдум у Франції (1969)
27 квітня 1969 року у Франції відбувся конституційний референдум. Запропоновані президентом Шарлем де Голлем зміни передбачали децентралізацію влади та реформування Сенату. 52,4 % учасників референдуму проголосували проти поправок, що спричинило відставку президента де Голля.

## Передумови
1968 року у Франції відбулися масштабні протести, відомі як «Травень 68». Учасники заворушень вимагали пенсійних реформ, реформування трудового законодавства, демократизації вищої освіти, розширення прав жінок та відставки президента Шарля де Голля. У таких умовах де Голль запропонував законопроєкт про децентралізацію влади та реформування Сенату, який виніс на референдум 27 квітня 1969 року.

## Пропоновані зміни

### Децентралізація влади

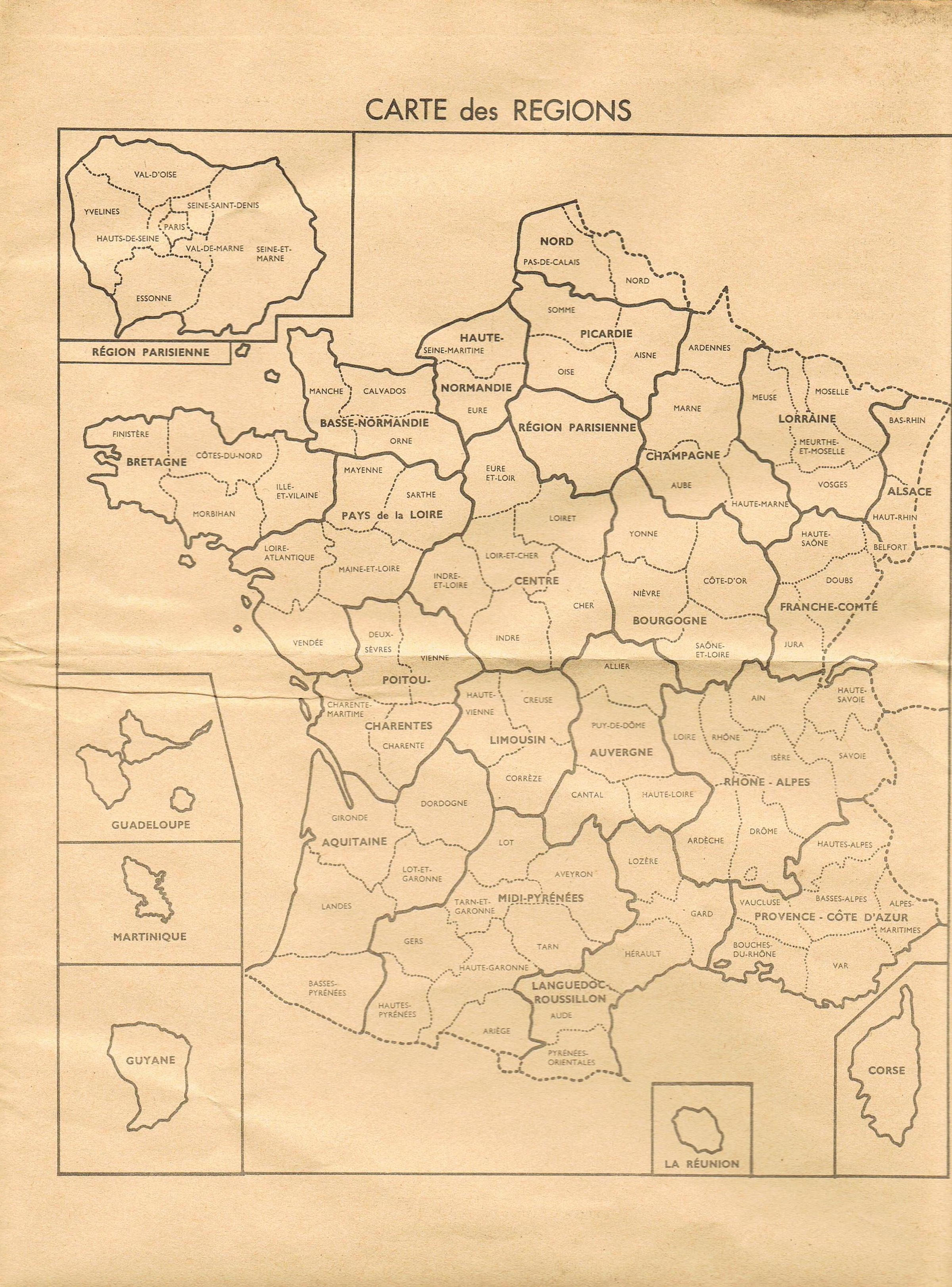
Карта регіонів Франції відповідно до законопроєкту, винесеного на конституційний референдум

Перша частина законопроєкту де Голля стосувалася розширення прав регіонів. Він пропонував визначити їх як територіальні одиниці з особливою компетенцією.
Пропонувалося розширити юрисдикцію регіональної влади, зокрема в частині комунальних послуг, забезпечення житлом та містобудування. У рамках таких повноважень регіон міг позичати гроші, укладати контракти, угоди з іншими регіонами, керувати громадськими організаціями або надавати їм права.
Регіональні ради мали складатися з радників, обраних прямим голосуванням населення, та радників, призначених управліннями у справах економіки, соціальної сфери та культури. Однак виконавча влада залишалася в руках префекта регіону.
Особливі повноваження мали отримати Париж, Корсика та заморські володіння.

### Реформування Сенату
Друга частина законопроєкту де Голля пропонувала об'єднати Сенат Франції та Економічну соціальну раду в єдиний Сенат, що має консультативні функції й не має повноважень для блокування рішень.
Уперше про необхідність створення консультативної палати парламенту, що представляла б інтереси місцевої влади, Шарль де Голль заявив під час промови в Байо 16 червня 1946 року.
Реформа Сенату передбачала, що:
- у разі неспроможності виконувати обов'язки або смерті президента його обов'язки виконуватиме не голова Сенату, а прем'єр-міністр;
- право оголошення війни та стану облоги передавалося Національним зборам;
- сенатори втрачали право законодавчої ініціативи.

Тривалість каденції сенатора пропонували зменшити з 9 до 6 років, а мінімальний вік для балотування в сенатори — з 35 до 23 років.

## Кампанія
Шарль де Голль напередодні референдуму заявив, що в разі його відхилення французами він подасть у відставку з посади президента. Лідери як лівих, так і правих опозиційних партій, зокрема колишній міністр фінансів Валері Жискар д'Естен, закликали голосувати проти законопроєкту.

## Голосування
Референдум відбувся 27 квітня 1969 року. Відповідно до результатів, реформи де Голля були відхилені 52,4 % виборців.
| Вибір                        | Голоси     | %     |
| ---------------------------- | ---------- | ----- |
| За                           | 10 901 753 | 47,59 |
| Проти                        | 12 007 102 | 52,41 |
|                              |            |       |
| Дійсні голоси                | 22908855   | 97,27 |
| Недійсні та порожні бюлетені | 643756     | 2,73  |
| Разом                        | 23552611   | 100   |
| Утрималися від голосування   | 5839779    | 19,87 |
| Зареєстровані виборці        | 29392390   | 80,13 |

## Наслідки
28 квітня 1969 року після поразки референдуму Шарль де Голль подав у відставку з посади президента Франції. Він опублікував коротку заяву:
|  | Я припиняю виконувати свої функції президента Республіки. Це рішення набуде чинності сьогодні опівдні. |

Тимчасовим виконувачем обов'язків президента став Ален Поер. 20 червня того ж року за результатами виборів новим президентом Франції став Жорж Помпіду.